# Edens Zero
Edens Zero (estilitzat en majúscules) és una sèrie manga de fantasia científica japonesa escrita i il·lustrada per Hiro Mashima. Es va començar a publicar el juny de 2018 a la revista Weekly Shōnen de Kodansha, i a gener de 2024 els seus capítols s'han recollit en trenta volums tankōbon. D'abril a octubre de 2021 se'n va emetre una adaptació d'una sèrie de televisió d'anime produïda per J.C.Staff. Una segona temporada es va estrenar d'abril a octubre de 2023. La segona temporada de l'anime s'ha doblat al català per la distribuïdora Jonu Media.
També es va publicar una adaptació del videojoc a càrrec de Konami.

## Argument
En Shiki és un jove humà que viu a Granbell, el regne dels somnis, un lloc que antany havia estat un gran parc d'atraccions que ara resta abandonat. Allà, el seu avi adoptiu, un robot rei dimoni que es diu Ziggy, li ensenya a controlar la gravetat amb un superpoder anomenat Ether Gear. Deu anys després de la mort d'en Ziggy, hi van a parar la Rebecca Bluegarden i en Happy, amb la intenció d'enregistrar vídeos per a streaming. Aviat es fan amics quan són forçats a abandonar el planeta. Així doncs, parteixen a buscar la Mother, la deessa creadora de l'univers.

## Contingut de l'obra

### Manga
El manga d'Edens Zero està escrit i il·lustrat per Hiro Mashima. La sèrie es va començar a publicar a la revista de manga shōnen de Kodansha, la Shuukan Shōnen Magazine, el 27 de juny de 2018. A gener de 2024, Kodansha n'ha recopilat els capítols en 30 volums individuals tankōbon. El primer volum es va publicar el 14 de setembre de 2018.
A part del japonès, el manga es publica simultàniament en set llengües per internet: anglès, francès, xinès, coreà, tailandès, alemany i portuguès del Brasil.

### Anime
El 12 de juny de 2020, Mashima va anunciar a Twitter que el manga tindria una adaptació d'anime. A la retransmissió en directe de Tokyo Game Show el 26 de setembre de 2020, es va revelar que l'anime seria produït per J.C.Staff i dirigit per Yūji Suzuki, amb Shinji Ishihira de director en cap, Mitsutaka Hirota en supervisaria els guions, Yurika Sako en dissenyaria els personatges i Yoshihisa Hirano en compondria la música. La sèrie es va emetre a Nippon TV i altres canals de l'11 d'abril al 3 d'octubre de 2021.
El director Yūji Suzuki es va morir el 9 de setembre de 2021, abans que s'acabés d'emetre la sèrie. Tot i que havia treballat a la indústria d'animador clau i director d'episodis des de mitjans dels anys 2000, Edens Zero va ser la primera i única sèrie completa que Suzuki va dirigir.
El 9 de febrer de 2022, es va anunciar que la sèrie rebria una segona temporada, que es va emetre del 2 d'abril a l'1 d'octubre de 2023 i en la qual Toshinori Watanabe va substituir Suzuki de director. Una ONA de 72 minuts que resumeix la primera temporada es va emetre al Japó el mateix dia de l'estrena de la segona temporada, i Crunchyroll la va emetre en streaming el 29 d'abril de 2023.
Al 29 Manga Barcelona, Jonu Media va anunciar que doblaria la segona temporada d'Edens Zero al català.

### Videojocs
El 16 de setembre de 2020, Konami va anunciar que estaven desenvolupant un videojoc d'Edens Zero. Més tard es va revelar a la retransmissió en directe del Tokyo Game Show 2020 que s'estaven desenvolupant dos jocs de rol d'acció separats, un era un joc en 3D per a consoles i l'altre era un joc en perspectiva aèria per a dispositius mòbils. El febrer de 2022, aquest últim es va revelar com Edens Zero Pocket Galaxy i va sortir a la venda el 24 de febrer per a iOS i Android.
El 17 de desembre de 2021, Mashima va anunciar que ell mateix estava desenvolupant un videojoc d'Edens Zero amb RPG Maker. El va descriure de "projecte aficionat" en el qual treballava durant el seu temps lliure. Així doncs, el 16 de març de 2022 va publicar aquest joc amb el títol de Rebecca to Kikai no Yōkan de franc per a ordinadors.

## Rebuda

### Vendes
El primer volum d'Edens Zero va arribar al 13è lloc de la llista setmanal d'Oricon amb 30.178 còpies venudes al Japó. El segon volum va ocupar el 16è lloc amb 41.506 còpies venudes, i el tercer volum al 18è lloc amb 31.316 còpies.

### Crítiques
El primer volum va rebre una resposta ambivalent de la crítica a Anime News Network, on es puntua en una escala d'1 a 5. Amy McNulty va donar al volum una qualificació de 3,5, dient que era un "inici sòlid" i n'elogiava el ritme, els personatges i les il·lustracions, alhora que va afegir que "pot ser que no impressioni ningú". McNulty també va comentar els dissenys semblants als de Fairy Tail, tot assenyalant-ne que podrien rebre crítiques negatives, però que alhora el manga es podria beneficiar de la familiaritat dels lectors amb Fairy Tail i el va trobar accessible per a nous lectors. Rebecca Silverman, que també el va puntuar amb un 3,5, va considerar que el manga era l'obra més fosca de Mashima i el va elogiar per utilitzar temes que "van ajudar a fer que la seva sèrie anterior, Fairy Tail, funcionés tan bé", citant com a exemple els antecedents complementaris d'en Shiki i la Rebecca com a orfes. No obstant això, va expressar una lleugera preocupació per la història que podria esdevenir confusa per als lectors amb les implicacions del volum del viatge en el temps i el final penjat amb anacronia. Faye Hopper, que va valorar el volum amb una puntuació de 3, va trobar que el canvi de "paròdia d'alta fantasia a ciència-ficció que recorda Star Wars" va ajudar a enriquir la història, però va criticar-ne l'humor i l'adhesió de Mashima a les convencions del manga shōnen. Teresa Navarro l'hi va donar una puntuació de 2, trobant que els personatges i l'estil d'art eren gairebé idèntics als de Fairy Tail, però opinant que tenia potencial per guanyar un seguiment de culte dels fans del gènere shōnen.